# Torneo di Wimbledon 1980
Il Torneo di Wimbledon 1980 è stata la novantaquattresima edizione del Torneo di Wimbledon e seconda prova stagionale del Grande Slam per il 1980.
Si è giocato sui campi in erba dell'All England Lawn Tennis and Croquet Club di Wimbledon a Londra, in Gran Bretagna, dal 23 giugno al 6 luglio 1980.

## Partecipanti

### Teste di serie
| Nazionalità | Giocatore        | Ranking | Testa di serie |
| ----------- | ---------------- | ------- | -------------- |
| Svezia      | Björn Borg       | 1       | 1              |
| Stati Uniti | John McEnroe     | 3       | 2              |
| Stati Uniti | Jimmy Connors    | 2       | 3              |
| Stati Uniti | Vitas Gerulaitis | 4       | 4              |
| Stati Uniti | Roscoe Tanner    | 5       | 5              |
| Stati Uniti | Gene Mayer       | 12      | 6              |
| Stati Uniti | Peter Fleming    | 13      | 7              |
| Paraguay    | Víctor Pecci     | 11      | 8              |
| Stati Uniti | Pat Dupre        | 18      | 9              |
| Rep. Ceca   | Ivan Lendl       | 21      | 10             |
|             | n/a              |         | 11             |
|             | n/a              |         | 12             |
| Polonia     | Wojciech Fibak   | 15      | 13             |
| Stati Uniti | Victor Amaya     | 29      | 14             |
| Stati Uniti | Stan Smith       | 22      | 15             |
| Argentina   | José Luis Clerc  | 17      | 16             |

### Altri partecipanti
I seguenti giocatori hanno ricevuto una wildcard per il tabellone principale:
- Andrew Jarrett
- Cliff Drysdale
- Robin Drysdale
- Jonathan Smith
- John Lloyd
- Richard Lewis
- John Feaver
- Roger Taylor

I seguenti giocatori sono passati dalle qualificazioni:

- Onny Parun
- Kevin Curren
- Ramesh Krishnan
- John Fitzgerald
- Ismail El Shafei
- Wayne Hampson
- Scott Davis
- Chris Kachel
- Peter Doohan
- Eddie Edwards
- George Hardie
- John Yuill
- John Paish
- Matt Doyle
- Sean Sorensen
- Sashi Menon (lucky loser)
- John Austin (lucky loser)
- Andrew Jarrett (lucky loser)
- Syd Ball (lucky loser)
- Leo Palin (lucky loser)
- Cliff Drysdale (lucky loser)
- Van Winitsky (lucky loser)
- David Schneider (lucky loser)

## Risultati

### Singolare maschile
Björn Borg ha battuto in finale  John McEnroe con il punteggio di 1–6, 7–5, 6–3, 6(16)–7, 8–6.

### Singolare femminile
Evonne Goolagong ha battuto in finale  Chris Evert con il punteggio di 6–1, 7–6.

### Doppio maschile
Peter McNamara /  Paul McNamee hanno battuto in finale  Robert Lutz /  Stan Smith con il punteggio di 7–6(5), 6–3, 6(4)–7, 6–4.

### Doppio femminile
Kathy Jordan /  Anne Smith hanno battuto in finale  Rosie Casals /  Wendy Turnbull con il punteggio di 4–6, 7–5, 6–1.

### Doppio misto
Tracy Austin /  John Austin hanno battuto in finale  Dianne Balestrat /  Mark Edmondson con il punteggio di 4–6, 7–6(6), 6–3.

## Junior

### Singolare ragazzi
Thierry Tulasne ha battuto in finale  Hans-Dieter Beutel con il punteggio di 6-4, 3-6, 6-4.

### Singolare ragazze
Debbie Freeman ha battuto in finale  Susan Leo con il punteggio di 7-6, 7-5.